# ゴッドメディスン
『ゴッドメディスン ファンタジー世界の誕生』（ゴッドメディスン ファンタジーせかいのたんじょう）は、1993年7月20日にコナミ(現・コナミデジタルエンタテインメント)から発売されたゲームボーイ用ロールプレイングゲーム。
現実世界と実体化したゲームの世界を行き来しながら冒険するオーソドックスなRPGであり、低年齢層であるゲームボーイのユーザー層にリンクした主人公設定と、イベントをクリアしながらパーティの育成をしていくというRPGが持つ根本的な要素が特徴。また、当時としては珍しかった環境問題等を提言しているゲームでもある。
開発はコナミ開発3部が行い、プロデューサーは『アウトバースト』（1993年）を手掛けた福井博幸、ディレクターは『カーブノア』（1991年）を手掛けた岩碕一男、ゲーム・デザインは岩崎および『ネメシスII』（1991年）を手掛けた大海靖夫、音楽は『ネメシスII』を手掛けた松平美奈子および倉橋裕子が担当している。
1998年3月26日にはストーリーを追加し、スーパーゲームボーイにも対応させた『ゴッドメディスン 復刻版』が発売されている。

## ゲーム内容

### 魔法
ゴッドメディスンの世界では魔法はアタク魔法とヒール魔法とマイン魔法の3種類に分割される。アタク魔法はマージル・ローレイの魂を受け継いだミキにしか利用できないが、ヒール魔法とマイン魔法は全員使えるところが異なる。

#### アタク魔法
ミキが最初から覚えているバァーンを初め、他に4つ存在する。ミキのレベルが一定レベルに達するとその魔法のレベルがあがるようになっている。ただ、バァーンのレベルについては最初だけ所定のボスを倒す必要がある。それ以降は一定レベルに達すると魔法がレベルアップするようになっている（ただし、バキーンとキェロはレベルアップしない）。また、クリティカルという概念が存在し、クリティカルだと全体攻撃になる（ただし、ヒューンとバキーンは最初から全体攻撃）。また、キェロにも全体攻撃（クリティカル）の概念がない。
バァーン
ミキが最初から覚えている炎系のアタク魔法、最初のレベルアップのみ所定のボスを倒す必要がある。レベルは5まで存在する。
ピキーン
所定のボスを倒すことにより覚えることが出来る氷系のアタク魔法。レベルは4まで存在する。
ヒューン
所定のボスを倒すことにより覚えることが出来る風系のアタク魔法。レベルは2まで存在する。
バキーン
所定のボスを倒すことにより覚えることが出来る雷系のアタク魔法。レベルは一切上がらない。
キェロ
所定のボスを倒すことにより覚えることが出来る敵を即死させるアタク魔法、経験値がもらえないだけでなく、お金までもらえないため、使用が限られてしまうのが欠点。

#### ヒール魔法
ナオト、ケンスケ、ミキいずれも覚えることの出来る魔法（「カーッ！」を除く）。ヒール魔法とマイン魔法にはそれぞれ魔法の書（「カーッ！」には存在しない）。というものが存在し、それを読むことによって覚えるという仕組みになっている。使用回数はミキ→ナオト→ケンスケの順で少なくなっている。
オーラ
味方1人のHPを回復する。回復量は使用者のレベルによって変化する。ミキは最初から習得している魔法でもある。
ミナオーラ
味方全員のHPを回復する。回復量は使用者のレベルによって変化する。
カーッ！
障害物をどかしたりすることができる魔法。和尚が最初から使える。ストーリーを進めるとケンスケも覚える。この魔法はケンスケと和尚しか使えない。

#### マイン魔法
ナオト、ケンスケ、ミキいずれも覚えることの出来る魔法。戦闘補助魔法である。
ナオール
味方1人の状態異常を回復する（ただし、気絶状態は回復できない）。ミキは最初から習得している魔法でもある。
ネムール
敵1体を眠りの状態にする。ザコキャラに非常に効きやすい魔法でもある。
フージュ
敵1体の魔法の使用を封じる。ザコキャラだけでなくボスキャラにも有効な魔法である。
ガンバー
味方1人の攻撃力を上げる魔法。上がる程度は約2割程度。

### 魔封武器
このゲームには魔封武器というものが存在する。この武器がないと魔王は倒せないと言われている武器である。「ファントム」の主人公ミカ・アルダンが魔王に勝てなかったのはこの魔封武器がなかったからだと言われている。ストーリー上で手に入る魔封宝石を武器に付けることにより、いろいろな特殊能力が発動する。あるところで手に入る「メシス鉱石」があれば、さらにこの武器をパワーアップさせることができるらしい。
魔封剣
魔封宝石を着けることができる剣。魔封武器の中では最後に手に入る。
魔封棒
魔封宝石を着けることができる棒。魔封武器の中では最初に手に入る。
魔封弓
魔封宝石を着けることができる弓。

### 魔封宝石
魔封宝石には全部で6種類存在し、いずれか1つを魔封武器に付けることができるようになっている。特殊能力は付けるとすぐに発動するものと、戦闘中に特定のターンが経過することによって放つことが出来る特殊能力の2種類がある。これらの宝石は所定のボスを倒すことにより手に入れることが出来る。（　）内の数字は特定ターン数。
ファイアカット
ナオト=ファイアパワー（2・単体）、ケンスケ=ファイアップ（攻撃力+15）、ミキ=ディフェン（防御力+20）
アイスカット
ナオト=ダブルアタック（2・単体）、ケンスケ=アイスパワー（2・全体）、ミキ=アタップ（攻撃力+15）
ダークカット
ナオト=チェインジ（4・単体）、ケンスケ=マッハアタック（4・単体）、ミキ=ロックオン（4・単体）
ウィンドカット
ナオト=木枯らしの舞（4・全体）、ケンスケ=エアースピン（4・全体）、ミキ=レディプライド（どんな攻撃にも反撃カウンター攻撃）
マグニカット
ナオト=グラビトン（4・全体）、ケンスケ=マグニチュード（4・全体）、ミキ=ディフェンド（防御力+40）
サンダーカット
ナオト=スパーキン（6・単体）、ケンスケ=サンダゴン（攻撃力+30）、ミキ=スパークアロー（6・単体）

### ピンクのカエル
魔封宝石とは異なるものの、なぜか魔封武器に付けることができるアイテム。ピンクのカエルは上記、魔封宝石の中で特定ターンによって発動するものだけをピンクのカエルの設定されている特定ターンで放つことができるアイテム。
よって、ナオトは6つのうちのどれかが発動、ケンスケは4つのうちどれかが発動、ミキに至っては2つのうちどれかが発動という形になる。

## 設定

### ストーリー
都会から少し離れた町、国分町では最近UFOを見かけたといううわさが広まっていました。そんなある日、人気ナンバー1のゲーム「ファントム」というゲームを制作していた会社にカミナリが落ち、火災が起きたのです。それと同時に「ファントム」のデータが実体化してしまったのでした。

### 舞台

#### 現実世界
国分町
ナオトたち仲良し3人組が暮らしている町。
日高町
「ファントム」を製作していたBGCという会社がある町。
川田村
誘拐事件が頻発している村。これを解決する必要がある。
豊町
廃工場がある町

#### 「ファントム」世界
フィアモーヌ
アネットというお姫様がいる街。ナオトたちが「ファントム」世界に来てまず最初に立ち寄る街でもある。
シフグレイド
スピーカース王子がいる街。ナオトたちの勇気によってスピーカース王子も戦闘に参加するようになる。
静けさの里
音の全くない里。
プラブルーム
地底人サンドマンたちが住むといわれている町。
英雄の墓
魔封武器があるとされている墓。
職人の村
メシス鉱石があると言われている村。
たましいの街
復刻版に登場した町。

## 登場人物

### 新たな勇者たち
ナオト（渋谷直人）
国分町小学校に通うごく普通の小学5年生。ケンスケ、ミキとは仲良し三人組である。町外れにある小屋を持ち前の好奇心で覗く。そこには発売されるはずだった「ファントム」というゲームの主人公ミカ・アルダンたちが魔王と戦っている場面だった。しかし、ミカ・アルダンたちは敗れ、魂だけがそこに残った。ミカ・アルダンの言葉によりナオトらは魔王と戦うことを決意し、ナオトはミカ・アルダンの勇者の力を授かることになった。
ケンスケ（薬師寺健介）
国分町小学校に通うごく普通の小学5年生。家はお寺で、父親は住職。ナオト、ミキとは仲良し三人組である。ナオトと同様、ナオトの好奇心によってミカ・アルダンたちが魔王と戦っている現場を目撃する。ケンスケはブトゥール・マーニャが持つ僧侶の力を受け継ぐ。僧侶の力は本来勇者より弱いという概念があるが、この僧侶は僧侶というより、戦士の方が近い。勇者よりも力が強いところや体力も当然勇者より数値が高いのが特徴である。
ミキ（白鷺美樹）
国分町小学校に通うごく普通の小学5年生。ナオト、ケンスケとは仲良し三人組である。他の二人とは異なり、小屋を覗くのを怖がっているが、ナオトやケンスケに結局は着いていき、ミカ・アルダンたちが魔王と戦っている現場を目撃する。マージル・ローレイの魔法使いの力を受け継いだため、唯一アタク魔法を使える。

### 「ファントム」世界を救う勇者たち
ミカ・アルダン
BGCという会社が製作していたゲーム「ファントム」の主人公の一人で、勇者の力を持っている。ゲーム序盤で魔王に敗北し、その魂をナオトに託す。
ブトゥール・マーニャ
「ファントム」の主人公の一人で、僧侶の力を持っている。ゲーム序盤で魔王に敗北し、その魂をケンスケに託す。
マージル・ローレイ
「ファントム」の主人公の一人で、魔法使いの力を持っている。ゲーム序盤で魔王に敗北し、その魂をミキに託す。

### 「ファントム」世界の住人
アネット・ゴールデン（アネット）
フィアモーヌ国の王女。
スピーカース
シフグレイド国の王子。アネットに好意を抱いている。
サンドマン
ファントム世界の地底に暮らしている一族。ミカ・アルダンたちの手助けをしていたこともあり、ナオトたちに助言や協力をする。
ルーク・ゴールデン
フィアモーヌ国王。
オーズ
サンドマン一族の長。

### 闇魔軍団
グロヴァー
闇魔を束ねる王。ファントム世界だけでなく、現実世界も乗っ取ろうとする。
ラー
魔王の側近で、ファントム世界侵略隊及び現実世界侵略隊を率いる。
カーン
魔王の側近で、殺し屋四人衆を含む勇者暗殺隊を率いる。

#### ファントム世界侵略隊
バシリィコマンダ
陸上偵察部隊の指揮官。見張り塔でフィアモーヌを監視している。アネット姫の大ファン。
キャプテンガント
海上偵察部隊の指揮官。ファントム世界の海を周回し、人間の船を襲っている。
ダンシングレオ
鉱山管理部隊の指揮官。

#### 現実世界侵略隊
ドクトルドリル
魔力人形研究機関の指揮官。大きな音に弱いため、静けさの里にある無音の塔で研究をしている。
ドレインダイバー
遊撃隊の指揮官。
パペットマスター
魔力人形基地の指揮官。ドクトルドリルから魔法が使える特別な魔力人形を譲り受けている。

#### 勇者暗殺隊
マーダー
殺し屋四人衆の一人で、トード族の忍者。
デストロイヤー
殺し屋四人衆の一人で、オーク族の重戦士。
ヒーラー
殺し屋四人衆の一人で、現実世界の人間誘拐を担当している。仮面をつけた女性の姿をしており、不老不死の魔女と呼ばれている。
スティンガー
殺し屋四人衆の一人で、ロック族の剣士。グロヴァーから特別に与えられた北風の鎧を身に着けている。
スローターズ
モンスター工場で、ヒーラーが攫ってきた人間をモンスターに改造しようとしている。

### 現実世界に登場する人物
和尚
ミキがある事件に巻き込まれ人質としてさらわれた時にナオトとケンスケが事情を話し、ナオト、ケンスケと共にミキ救出の手伝いをした人物。仲間になった時にレベルが主人公たちよりも高く、和尚が装備するサンセツコンはクリティカルが非常に出やすい。
ヒラヤマ
BGCというゲーム製作会社に勤めていた人物。カミナリの惨劇によって「ファントム」と共に消えた人物でもある。

## スタッフ
原版
- プロデューサー：福井博幸
- ディレクター：岩碕一男
- 企画、シナリオ：大海靖夫
- ゲーム・デザイン：大海靖夫、岩碕一男
- マップ・デザイン：大海靖夫、寺田一友
- バトル・デザイン：福井康文、中坂昇
- メイン・プログラム：岩碕一男
- サブ・プログラム：後藤保
- バトル・プログラム：福井康文
- フィールド・キャラクター：寺田一友
- オブジェクト・キャラクター：大海靖夫
- モンスター・デザイン、バトル・キャラクター：中坂昇
- キャラクター・イメージ：難波和宏、K.YOSHIMOTO、大海靖夫、中坂昇
- サウンド・ディレクター：松平美奈子
- 音楽：松平美奈子、倉橋裕子
- 効果音：立石孝、萩原善之、十一谷明広
- パッケージ・デザイン、マニュアル・デザイン：難波和宏
- エグゼクティブ・プロデューサー：樹下國昭

復刻版
- プロデューサー：福井博幸
- ディレクター：山下和之
- プログラム：山口佳輝
- グラフィック・デザイン：永井真
- シナリオ：祖父江誠司
- 音楽、効果音：田中理恵、やまぐちじゅん、岩田陽一
- プロダクト・デザイン：日吉司
- オリジナル・スタッフ：岩碕一男、大海靖夫、寺田一友、中坂昇、難波和宏、立石孝、萩原善之

## 評価
原版
ゲーム誌『ファミコン通信』の「クロスレビュー」では、7・6・6・6の合計25点（満40点）、『ファミリーコンピュータMagazine』の読者投票による「ゲーム通信簿」での評価は以下の通り、21.6点（満30点）となっている。
| 項目 | キャラクタ | 音楽 | お買得度 | 操作性 | 熱中度 | オリジナリティ | 総合 |
| 得点 | 3.7        | 3.5  | 3.4      | 3.5    | 3.6    | 3.8            | 21.6 |

復刻版
ゲーム誌『ファミ通』の「クロスレビュー」では合計22点（満40点）となっている。